# Horror Show
Horror Show è un album del gruppo power metal Iced Earth pubblicato il 26 giugno 2001.
Il disco è un concept, basato su mostri e icone del Cinema horror (da cui il titolo); ogni traccia è dedicata infatti ad un personaggio diverso. Esiste inoltre una speciale edizione limitata di 2 CD, che contiene un'intervista con Jon Schaffer.
Le tracce presentano tutte uno stile molto crudo, con riff di chitarra pesanti, alternato ad improvvisi arpeggi melodici. Molte canzoni presentano cori epici e quasi tutte le tracce presentano più voci sopraincise del cantante Matthew Barlow, talvolta superiori a due.

## Le canzoni
Tutte le canzoni sono basate su personaggi o episodi della letteratura horror:
1. Wolf è ispirata dal film L'uomo lupo.
2. Damien è ispirata dal film Il presagio.
3. Jack è ispirata dalle vicende di Jack lo Squartatore.
4. Ghost of Freedom è l'unica traccia basata su un concept originale, ideato da Matt Barlow, e parla di un soldato reduce dalla guerra.
5. Im-Ho-Tep (Pharaoh's Curse) è ispirata da La mummia.
6. Jeckyl[2] & Hyde è ispirata da Lo strano caso del Dr. Jekyll e Mr. Hyde.
7. Dragon's Child è ispirata da Il mostro della laguna nera.
8. Transylvania è una cover del gruppo britannico Iron Maiden.
9. Frankenstein è ispirata dal romanzo omonimo.
10. Dracula è ispirata dal romanzo omonimo.
11. The Phantom Opera Ghost è ispirata da Il fantasma dell'opera.

## Tracce
Testi e musiche di Jon Schaffer, eccetto dove indicato.
1. Wolf – 5:20
2. Damien – 9:12
3. Jack – 4:14 (testo: Matt Barlow)
4. Ghost of Freedom – 5:12 (Barlow, Schaffer)
5. Im-Ho-Tep (Pharaoh's Curse) – 4:45 (testo: Barlow – musica: Schaffer, Larry Tarnowski)
6. Jeckyl & Hyde – 4:39 (testo: Barlow)
7. Dragon's Child – 4:21 (testo: Barlow)
8. Transylvania – 4:23 (musica: Steve Harris) – cover degli Iron Maiden
9. Frankenstein – 3:50
10. Dracula – 5:54
11. The Phantom Opera Ghost – 8:41

## Formazione
- Matthew Barlow - voce
- Larry Tarnowski - chitarra
- Jon Schaffer - chitarra
- Steve DiGiorgio - basso
- Richard Christy  - batteria